# 교토세이카다이마에역
교토세이카다이마에역(일본어: 京都精華大前駅, きょうとせいかだいまええき)은 일본 교토부 교토시 사쿄구에 위치한 에이잔 전철 구라마 선의 역이다. 에이잔 전철 중에서 가장 새로운 역이다. 역 번호는 E12이다.
역명 그대로, 교토 세이카 대학의 근처역이다. 역 플랫폼에는 대학의 통용문에 액세스 가능하고 캠퍼스의 중심부는 대학 정문보다 가깝다.

## 역사
- 1989년 9월 21일: 영업 개시, 처음에는 임시역으로 영업 시작.
- 1990년
  - 1월 21일: 역사 완성.
  - 9월 28일: 본 역을 포함하여 이와쿠라 ~ 니켄차야 역 구간이 다시 복선화되어 현재의 모습이 됨.

## 역 구조
상대식 승강장 2면 2선의 구조이고 무인역이다. 두 승강장은 전체가 역사로 둘러싸여 있다. 각각의 승강장에 출입구가 있다.
무인역이지만 대학의 성수기(입학식이나 수험 시)나 아침 러시아워에는 담당자가 배치된다. 그래서 담당자의 대기소가 두 출입구 옆에 있다. 과거에는 구라마 방면 승강장에 자동 개찰기가 있었지만 현재는 철거되었다. 회수권의 일부는 대학 구내의 화전당에서 발매하고 있다.
두 승강장과 대학 구내를 잇는 다리는 "팔라디오 다리"로 불리며 교토 세이카 대학 명예 교수의 우에다 아쓰시로 제작된 것이다.
하행 승강장에서 주택지, 상행 승강장은 대학 정문 부근의 슬로프에서 배리어 프리 대응하고 있지만 반대쪽의 이동은 "팔라디오 다리"에 의해서만 있는 관계로 구내나 인접의 건널목이 없어서 상당히 우회되고 있다.

### 승강장
|  | ■ 구라마 선 (상행) | 다카라가이케・데마치야나기 방면 |
|  | ■ 구라마 선 (하행) | 니켄차야・구라마 방면           |

## 역 주변
교토 세이카 대학 산비탈의 경사진 부분에 위치하고 있다. 상행 승강장의 일부는 산의 경사면과 접하고 있다.
반대쪽은 좁은 골짜기의 농경지였다. 2000년 전후부터 주택이 늘고 있지만 아직은 농경지와 주차장이 눈에 띈다.
- 엔쓰지(안내 방송)
- 요리미쓰 다리
- 교토 대학 연습림
- 종합지구 환경학연연구소

## 인접역
| 에이잔 전철 ■ 구라마 선    | 에이잔 전철 ■ 구라마 선 | 에이잔 전철 ■ 구라마 선  |
| -------------------------- | ----------------------- | ------------------------ |
| E11 기노 다카라가이케 방면 |                         | 니켄차야 E13 구라마 방면 |